# Дентон Коул
Дентон Коул (англ. Danton Cole; нар. 10 січня 1967, Понтіак) — колишній американський хокеїст, що грав на позиції крайнього нападника.
Володар Кубка Стенлі.

## Ігрова кар'єра
Хокейну кар'єру розпочав 1990 року виступами за команду «Вінніпег Джетс».
1985 року був обраний на драфті НХЛ під 123-м загальним номером командою «Вінніпег Джетс».
Протягом професійної клубної ігрової кар'єри, що тривала 12 років, захищав кольори команд «Вінніпег Джетс», «Тампа-Бей Лайтнінг», «Нью-Джерсі Девілс», «Нью-Йорк Айлендерс» та «Чикаго Блекгокс».

## Тренерська кар'єра
Дентон тренував різноматні університетські команди США та юніорську збірну США.

## Нагороди та досягнення
Як гравець
- Володар Кубка Стенлі в складі «Нью-Джерсі Девілс» — 1995.

Як тренер
- Чемпіон світу серед юніорських збірних 2014 року.

## Статистика НХЛ
| 1989–1990 | «Вінніпег Джетс»                         | НХЛ | 2   | 1  | 1  | 2   | 0   |
| 1990–1991 | «Вінніпег Джетс»                         | НХЛ | 66  | 13 | 11 | 24  | 24  |
| 1991–1992 | «Вінніпег Джетс»                         | НХЛ | 52  | 7  | 5  | 12  | 32  |
| 1992–1993 | «Тампа-Бей Лайтнінг»                     | НХЛ | 67  | 12 | 15 | 27  | 23  |
| 1993–1994 | «Тампа-Бей Лайтнінг»                     | НХЛ | 81  | 20 | 23 | 43  | 32  |
| 1994–1995 | «Тампа-Бей Лайтнінг» «Нью-Джерсі Девілс» | НХЛ | 38  | 4  | 5  | 9   | 14  |
| 1995–1996 | «Нью-Йорк Айлендерс» «Чикаго Блекгокс»   | НХЛ | 12  | 1  | 0  | 1   | 0   |
| 6 сезонів | Усього                                   | НХЛ | 318 | 58 | 60 | 118 | 125 |